# Voltaire
François-Marie Arouet, bolje poznan pod psevdonimom Voltaire, francoski razsvetljenski pisatelj, esejist, deist in filozof, * 21. november 1694, Pariz, Francija, † 30. maj 1778, Pariz.
Voltaire je bil znan po svojem ostrem umu, filozofskih razpravah in obrambi civilnih svoboščin, vključno s svobodo do veroizpovedi in pravico do poštenega sojenja. Bil je tudi glasen zagovornik socialnih reform v stanovsko urejeni Franciji kljub strogi takratni cenzuri podobnih idej. Kot satirični polemik je pogosto uporabljal svoja dela za kritiko Cerkve in drugih obstoječih družbenih inštitucij. Skupaj z Johnom Lockom in Thomasom Hobbesom je pomembno vplival na idejne vodje francoske in ameriške revolucije.

## Življenje
Pisatelj in filozof François-Marie Arouet se je rodil v pariški uradniški družini. Šele leta 1718 prevzel ime Voltaire, ki je bilo le eno izmed stosedemintridesetih psevdonimov, s katerimi je podpisoval svoja dela. Voltaira štejemo med voditelje razsvetljenstva, ki so, kot sta zapisala Marx in Engels, pripravili »v Franciji duhove, da so spočeli poznejšo mogočno revolucijo«. Voltaire je že od rane mladosti utelešal najbistvenejše poteze naprednega mišljenja znamenite dobe, saj je že pri dvajsetih letih slovel kot drzen in duhovit pisec epigramov in pamfletov. Njegov drzen jezik je žalil aristokracijo, s čimer si je večkrat prislužil zapor v Bastilji – simbolu fevdalnega absolutističnega nasilja. V ječi je dokončal prvo dramsko igro »Ojdip« (Oedipe), ki je utrdila njegov sloves. Iz zloglasne Bastilje je prišel kot še odločnejši borec za napredek, branilec civilnih svoboščin, zagovornik socialnih reform, odločen kritik cerkve in države. Zaradi spora z vitezom Rohanom je moral leta 1726 pobegniti v Anglijo, kjer je med drugim napisal »Filozofska pisma« (Lettres philosophiques sur les Anglais, 1733), ki so jih v Londonu izdali pod naslovom Pisma o angleškem narodu. Filozofska pisma so v domovini sprožila burne obsodbe, francoski parlament pa jih je obsodil na grmado. S kratkimi presledki je do leta 1750 živel pri ljubici, prijateljici in zaščitnici markizi du Châtelet na gradu Château de Cirey. Z markizo ga je povezovala intelektualna vez in nenaklonjenost do francoskega dvora. Po njeni smrti se je Voltaire preselil v Berlin, na dvor kralja Friderika II., a si je tudi tam z ostrimi žalitvami predsednika tamkajšnje Akademije nakopal težave. V svojih spisih je ostro polemiziral, se ukvarjal z religijo, filozofijo, zakonodajo, politično ekonomijo, se boril proti zlorabam, nestrpnosti, fanatičnosti, je po krajšem tavanju po nemških deželah leta 1755 prispel v Švico, kjer si je na francosko-švicarski meji postavil bivališče. Napisal je »Filozofski slovar« (Dictionnaire philosophique, 1764–1777), v katerem je zajel številna kritična stališča in ideje, s filozofskim romanom »Kandid ali optimizem« (1759) pa je svoj filozofski in razsvetljenski nazor približal širšemu krogu bralcev. Kandid je nastal po pestrih življenjskih izkušnjah v domovini, Angliji in na pruskem dvoru, v času, ko so po Starem in Novem svetu divjale vojne in so se filozofi na vse pretege ukvarjali z doumevanjem sreče na Zemlji izven dogmatičnih krščanskih poti.
Pred smrtjo ga je hotel opat Gauthier vrniti katolicizmu, a je bilo tudi v Voltairovem izčrpanem telesu dovolj duha, da je ostal trden v svojih deističnih prepričanjih in v svojem energičnem antiklerikalizmu. Februarja leta 1778 se je vrnil v domovino na premiero njegove zadnje tragedije Irène, a je hudo zbolel. Umrl je 30. maja 1778. Vladajoči (predvsem cerkveni) sloji niso dovolili, da bi filozofovo truplo ležalo v Parizu, zato je pot v pariški Panteon, zadnje počivališče najzaslužnejših Francozov, našel šele med francosko revolucijo leta 1791.

## Delo
Ob vseh Voltairovih literarnih in filozofskih delih ne smemo spregledati njegovih pisem (objavljenih je bilo več deset tisoč), ki pričajo o neizčrpni zakladnici Voltairovega duha, razuma in idej, s svojo raznolikostjo pa, kot piše Van Tieghem, »zajemajo prvo mesto med vsemi korespondencami, ki so se ohranile v katerem koli jeziku. Njegov čudovito pravilni, jasni in duhoviti stil je tako preprost, da ga lahko razume vsak otrok, in tako slasten, da ob njem uživajo prefinjeni izobraženci; nihče ni obilneje zadostil razumu in okusu. Njegov uspeh in vpliv sta bila velikanska; v stoletju razsvetljenstva je bil v vsej Evropi nenehno posneman vzor; njegova mnenja so še dolgo časa bolj ali manj razumno povzemali voltairjanci vseh dežel«. 

## Voltaireova književna dela
- Oedipe (1719)
- La Ligue ou Henry le grand, poeme épique (1723)
- Mariamne (ou Hérode et Mariamne) (1724)
- La Henriade (1728)
- Histoire de Charles XII (1730)
- Brutus (1730)
- Zaire (1732)
- Le temple du goût (1733)
- Epitre à Uranie (1733)
- Lettres anglaises ou lettres philosophiques (1734)
- Adélaide du Guesclin (1734)
- Le fanatisme ou Mahomet (1741)

### Prevodi Voltairovih del v slovenščino
Slovenskih prevodov je malo, to so:
- Kandid ali Optimizem, prevod Oton Župančič, izdala Tiskovna zadruga LJ leta 1931 (COBISS), ponatise Cankarjeva založba v letih 1975, 1988 in 2003.
- Zadig, prevod Silvester Škerl, izdal Slovenski knjižni zavod leta 1951. (COBISS)
- Voltaire, prevod Janko Moder, izdala DZS leta 1948. (COBISS)
- Filozofske zgodbe, prevod Primož Vitez, izdala Založba Mladinska knjiga leta 2009. (COBISS)